# Heliconia stricta
Heliconia stricta är en enhjärtbladig växtart som beskrevs av Huber. Heliconia stricta ingår i släktet Heliconia och familjen Heliconiaceae. Inga underarter finns listade.

## Bildgalleri

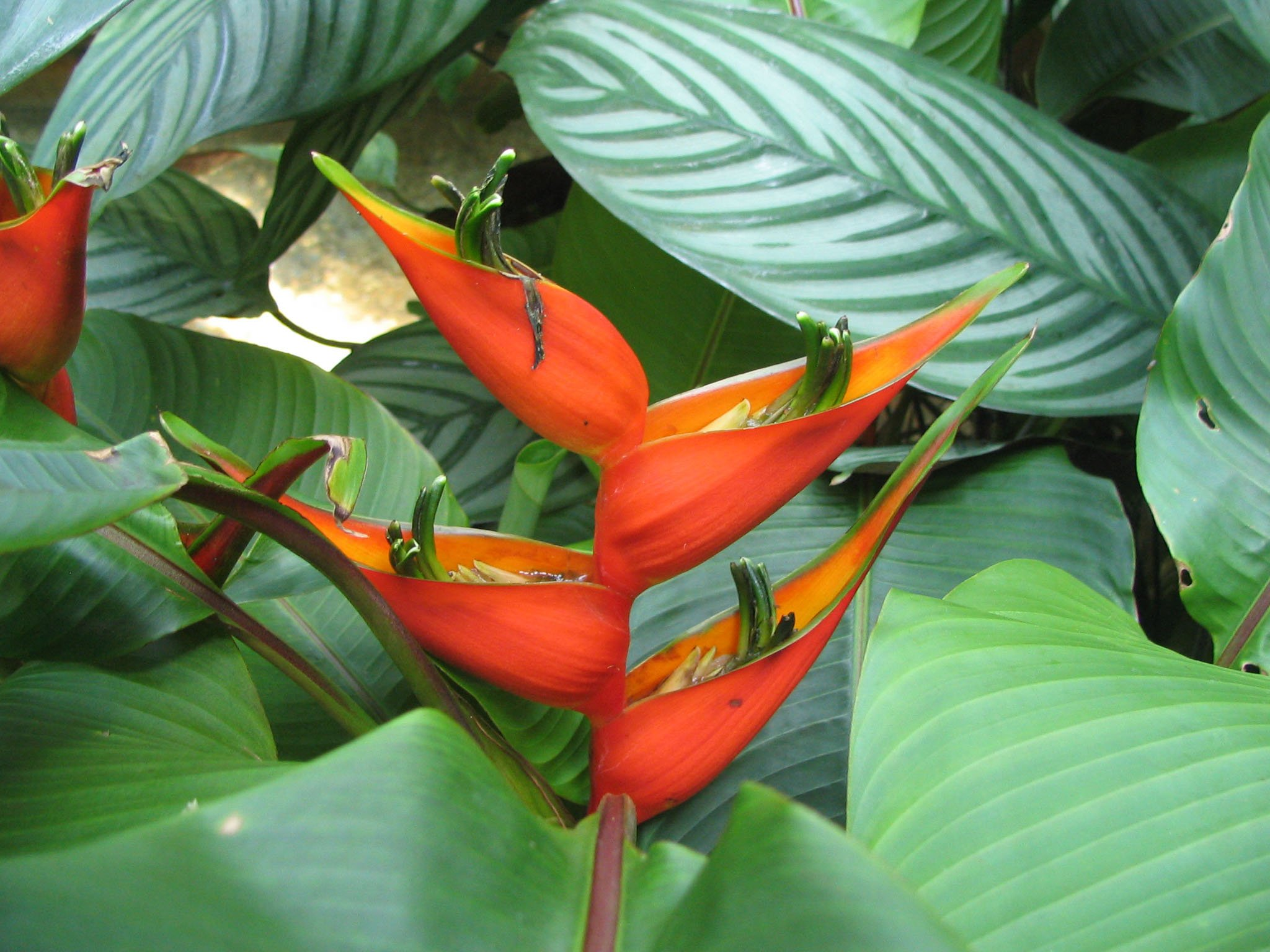
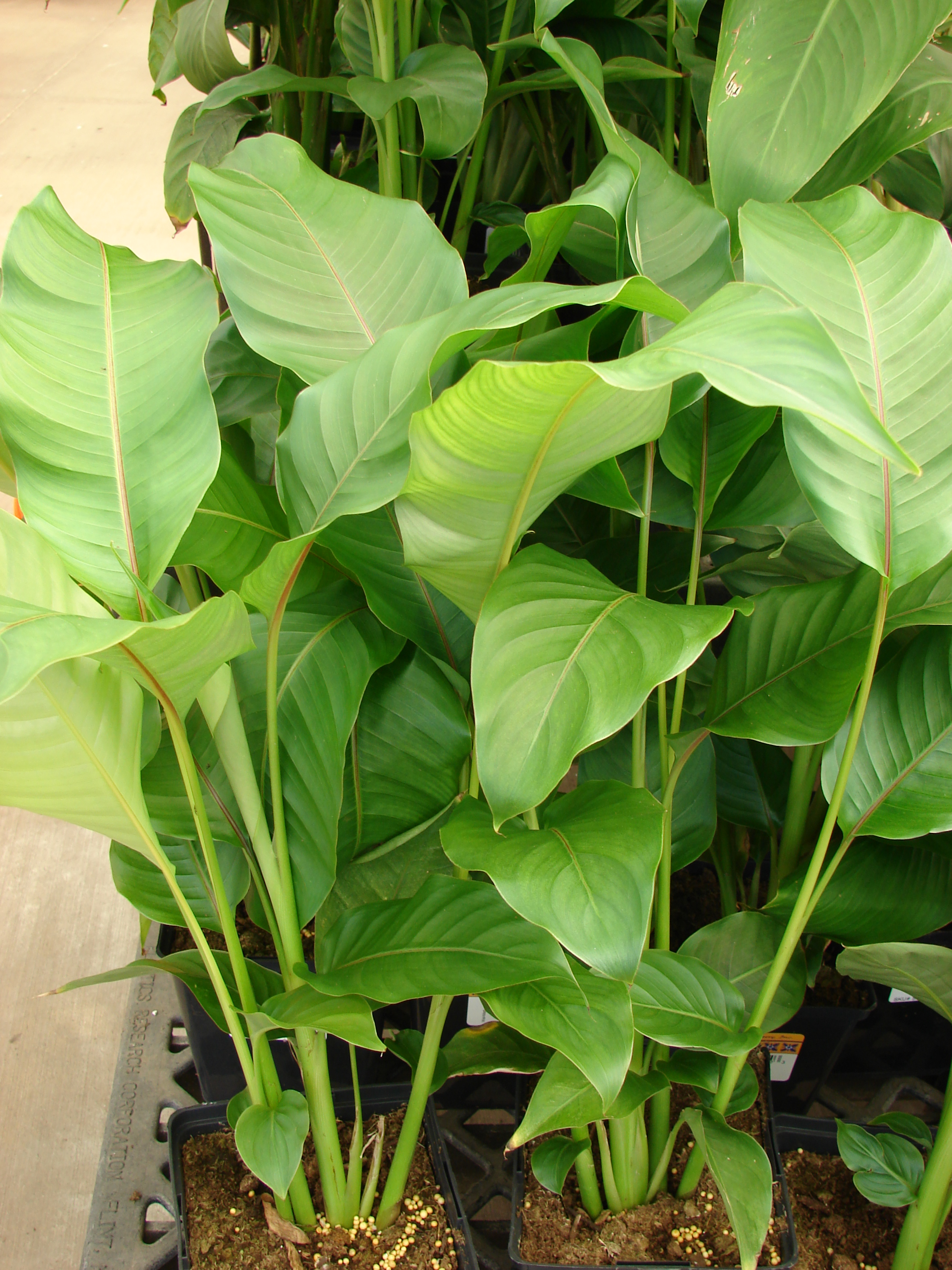
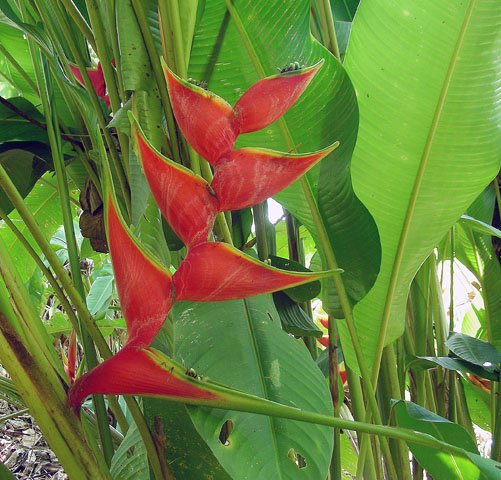
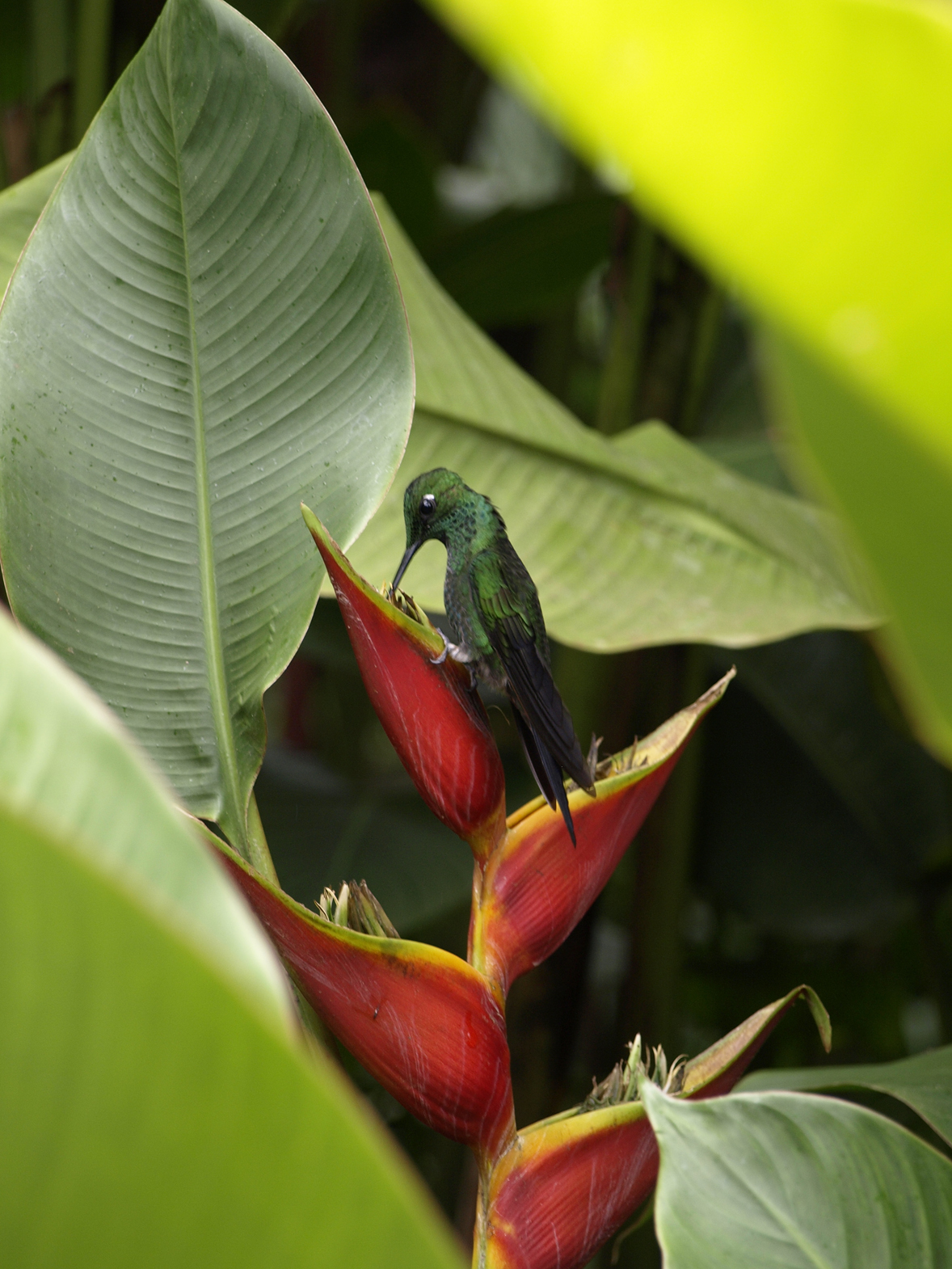
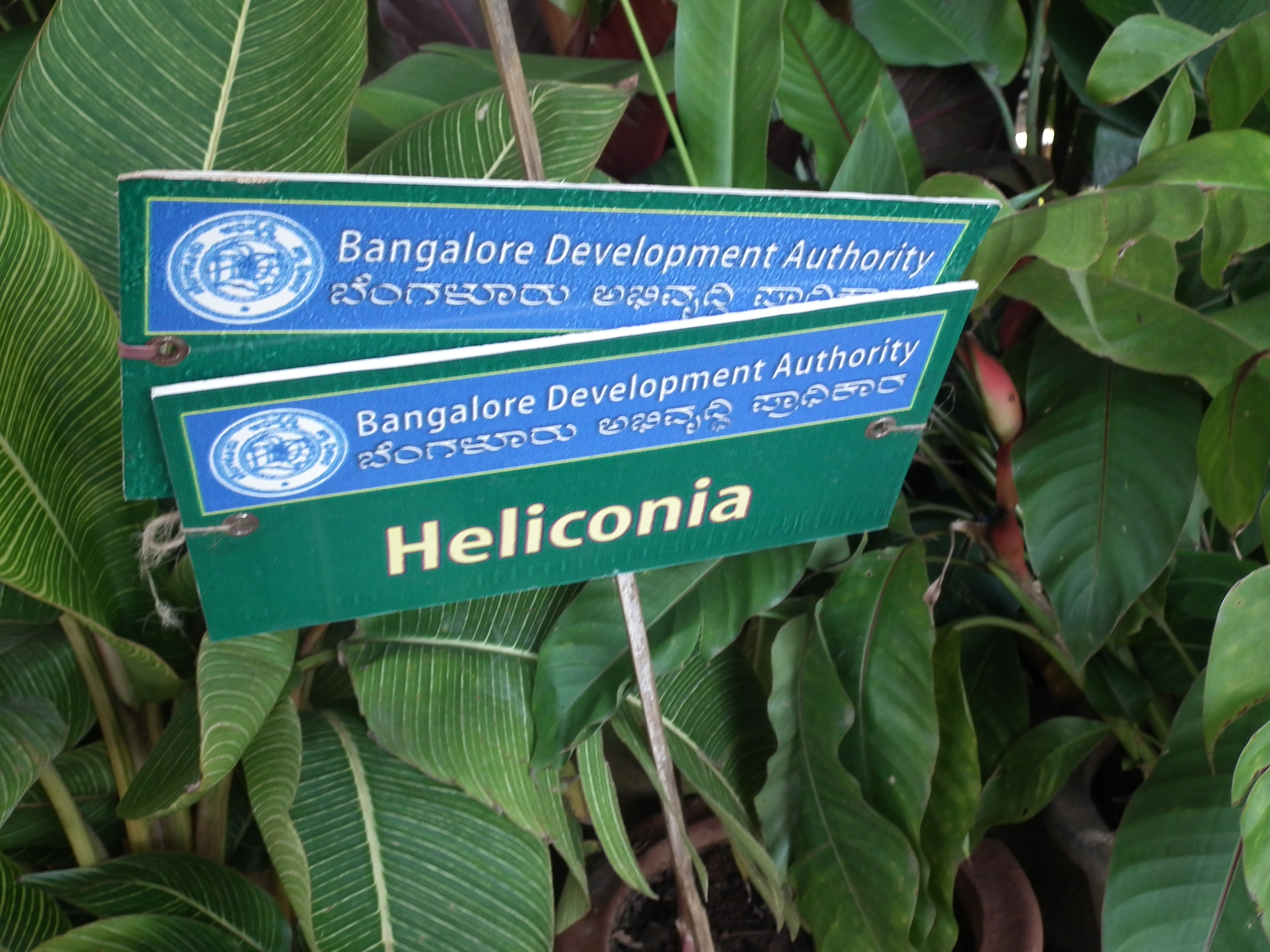